# Jimmy Shand
James Shand (28 janvier 1908 - 23 décembre 2000) est un musicien traditionnel écossais accordéoniste.

## Biographie
James Shand est né à East Wemyss à Fife, en Écosse, dans une famille de neuf enfants,. La famille déménage bientôt dans le bourg d'Auchtermuchty. Jeune, il commence à jouer de l'orgue à bouche puis du violon. À l’âge de 14 ans, il quitte l’école pour travailler dans les mines. Il joue lors d'événements sociaux et de compétitions.
Renvoyé de la mine pour avoir joué en appui aux grévistes, il se trouve un emploi de voyageur de commerce et de collecteur de dettes. Il acquiert une camionnette et parcourt tout le nord de l’Écosse. Il change d'instrument pour l'accordéon à boutons chromatique qu'il adopte jusqu'à la fin de sa vie.
En 1933, il lance deux disques pour le label Regal Zonophone. Sa carrière décolle avec le lancement de 78 tours pour le label Beltona de 1935 à 1940. Le matin du Nouvel An 1945, il fait sa première émission avec le Jimmy Shand and his Band. C'est la première d'une longue série d'apparitions à la radio et à la télévision de la BBC.
Devenu musicien à temps plein, il se distingue par sa tête chauve, ses lunettes Buddy Holly, ses insignes en kilt complet et ses reels écossais. Désormais sur le label EMI/Parlophone, il sort un single par mois au milieu des années 1950, dont son seul hit dans le top 20 du UK Singles Chart, The Bluebell Polka en 1955. Il est alors produit par George Martin.
Il reçoit l'Ordre de l'Empire britannique en 1962. Il devient Sir Jimmy Shand en 1999. Un portrait de lui est accroché à la Scottish National Gallery. En 1983, il sort un album retrospective The First 50 Years. À l'âge de 88 ans, il enregistre un album et une vidéo avec son fils, Dancing with the Shands.
On lui doit plus de 330 compositions. Insatisfait des accordéons chromatiques à boutons disponibles sur le marché dans les années 1940, il en conçoit un lui-même. La société Hohner fabrique le Shand Morino jusque dans les années 1970. Il est le seul artiste au monde à voir son nom utilisé par la société Hohner comme nom de modèle pour un instrument de musique.
Il existe une biographie The Jimmy Shand Story: The King of Scottish Dance Music par Ian Cameron (2001). Un certain nombre de ses enregistrements plus anciens ont été réédités par Beltona Records.
Il meurt en l'an 2000. La ville d'Auchtermuchty possède une sculpture de Shand en hommage.